# Кратос (бог)
Вижте пояснителната страница за други значения на Кратос.
Кратос (на старогръцки: Κράτος, Kratos) в гръцката митология е бог на могъществото. При Хигин е назован с латинското име Potestas.
Той е син на Палант и на Стикс. Брат е на Зелус, Биа и Нике.
Както братята и сестра си, той непрекъснато придружава Зевс, с баща им Палант те се бият в Титаномахията против Титаните. Заедно с Биа той има задачата да закове Прометей на Кавказ, понеже занесъл огъня на човеците.